# Яровщина (Калужская область)
Я́ровщина — деревня в Жиздринском районе Калужской области Российской Федерации. В составе сельского поселения «Село Овсорок». Расположена 

## География
Находится в южной части региона, в зоне хвойно-широколиственных лесов, в пределах юго-западных склонов Среднерусской возвышенности,  на расстоянии примерно 12 километров (по прямой) от Жиздры, административного центра района.  

### Климат
Климат характеризуется как умеренно континентальный, с тёплым летом и умеренно морозной снежной зимой. Среднегодовая многолетняя температура воздуха составляет 4 — 4,6 °С. Средняя температура воздуха самого тёплого месяца (июля) — 18,3 °C (абсолютный максимум — 37 °C); самого холодного (января) — −9 — −8 °C (абсолютный минимум — −45 °C). Безморозный период длится в среднем 149 дней. Среднегодовое количество атмосферных осадков составляет 654 мм, из которых 441 мм выпадает в период с апреля по октябрь. Снежный покров держится в течение 130—145 дней.

## История
Деревня Яровщина (Юровши) упоминается в 1678 году как владение Брянского Свенского монастыря в составе Ботаговской волости Брянского уезда.
С 1777 года в составе Жиздринского уезда Калужской губернии.
В списке населённых мест за 1859 год упоминается как казённая деревня при колодцах у Брянского торгового тракта, в которой насчитывалось 72 двора и имелись приходское училище и сельская расправа.
После реформы 1861 года деревня стала административным центром Яровщинской волости, между 1896 и 1913 годами в ней была открыта церковно-приходская школа.
В 1920 году в составе Жиздринского уезда деревня была передана в Брянскую губернию. В 1924 году, при укрупнении волостей, Яровщинская волость вошла в состав новообразованной Жиздринской, которая была упразднена в 1929 году, с введением районного деления, после чего деревня перешла в Жиздринский район Западной области. В 1937 году район был передан Орловской, а в 1944 году — Калужской области. В советские годы деревня была центром Яровщинского сельсовета, в который также входили деревни Авдеевка, Орля, Песочня и Сосновка.

## Население
| 1859 | 1896  | 1913  | 2002  | 2010 |
| ---- | ----- | ----- | ----- | ---- |
| 436  | ↗ 706 | ↗ 767 | ↘ 107 | ↘ 87 |

Согласно переписи населения 2002 года, 98 % жителей деревни — русские.